# Елвира Донес
Елвира Донес (на албански: Elvira Dones) е албанска журналистка, сценаристка и продуцентка на документални филми за Швейцарското обществено радио и телевизия, и писателка на произведения в жанра драма. Пише на албански и на италиански език.

## Биография и творчество
Елвира Донес е родена на 24 юли 1960 г. в Дуръс, Албания.
Завършва английска и албанска филология в Държавния университет в Тирана. През 1988 г. тя е назначена на работа в Албанската държавна телевизия. Като служител в телевизията пътува до Швейцария, където емигрира. За бягството си е осъдена (задочно) в Албания от комунистическия режим за държавна измяна и е отказан достъп до малкия ѝ син. Завръща се в Албания чак след краха на комунизма през 1992 г.
В периода 1988 – 2004 г. живее в Швейцария, където работи като писател и телевизионен журналист, като същевременно пише, режисира и продуцира няколко документални филма. В периода 2004 – 2015 г. живее в САЩ, първо във Вашингтон, окръг Колумбия, а след това в района на залива на Сан Франциско. От 2015 г. живее в Южна Швейцария.
Първият ѝ роман „Dashuri e huaj“ (Без багаж) е издаден през 1997 г. Романите ѝ се фокусират върху проблема с жените имигрантки и често са обогатени със собствения ѝ жизнен опит.
Основната част от нейното писане е на албански или италиански езици, но няколко от документалните ѝ филми са със субтитри на английски език. Някои от тях са печелили, или са били номинирани за различни награди. Документалният ѝ филм „Sworn Virgin“ (Заклетите девици) от 2006 г. разказва за жените в Северна Албания, които се заклеват във вечно целомъдрие в тийнейджърските си години и стават мъже в обществото си – не жени, които се държат като мъже или жени, които имат смяна на пола, а просто жени, които сега са мъже. В него интервюира шест оцелели от практиката жени, една от които емигрира в САЩ като Хана. Филмът е номиниран за най-добър документален филм на Балтиморския женски филмов фестивал през 2007 г.
Елвира Донес е член на Швейцарската асоциация на писателите.

## Произведения
- Dashuri e huaj (1997)
- Kardigan (1998)
- Lule të gabuara (1999) – сборник разкази
- Yjet nuk vishen kështu (2000)
- Ditë e bardhë e fyer (2001)
- Më pas heshtja (2004)
- Vergine Giurata (2007) – издаден и като „Hana“, романизация на документалния филм
- I love Tom Hanks (2009) – сборник разкази
- Piccola Guerra Perfetta (2012) – на албански „Luftë e vogël e përkorë“, за войната в Косово

### Екранизации
- In search of Brunilda (2003) – с Мохамед Судани, за трафика на хора между Албания и Италия
- I ngujuar (Nailed) (2004) – за кръвната вражда в Северна Албания – награда в раздела „Grands Reportages et faits de societé“ на филмовия фестивал в Биариц, Франция, 2005 г., международната награда за средиземноморски документален филм и репортаж на фестивала в Сиракуза, Италия, 2005 г.
- Sworn Virgin (2006)
- Roulette (2007) – сценарий
- Don’t kill my father (2010)
- Alberto Nessi: fiori d'ombra (2018)